# 元宮秀介
元宮 秀介（もとみや しゅうすけ、1969年12月22日 - ）は、日本の編集者、ライター、ブックディレクター。有限会社ワンナップ取締役社長。東京都千代田区出身、青山学院大学卒。

## 人物・作風
編集者とライターを兼業しており、書籍の企画立案も行うため、ブックディレクターの肩書を使用する場合もある。
1990年、ゲーム雑誌『HiPPON SUPER!(ヒッポンスーパー!)』(JICC出版局、現・宝島社)のライター／編集者となる。1994年に、フリーランスのライター／編集者として活動する。1996年に個人事務所「ワンナップ」を千代田区に設立。代表作の『ポケットモンスター公式ガイドブック』シリーズは、多言語に翻訳され、アメリカ、ヨーロッパ、アジア各国でも販売されている。攻略本では、イラストや図版を多く使う誌面構成と文章がわかりやすい、という定評がある。また丁寧な攻略情報に加えて、読み物やユーモアを多数盛り込む作風が特徴。
攻略本制作に限らず、ビジネス書の編集・執筆、FMラジオ番組の台本、TV出演、講演、広告制作、エッセイの執筆、デジタル玩具の考察、パンフレット・リーフレットの編集・執筆、書評、美術館の展示、企業ブースの立体デザインなど、ライターの枠にとらわれない、多岐に渡る活動を精力的に行なっている。

## 著作・担当作

### 「ポケットモンスター」関連

#### ビデオゲーム「ポケットモンスター」関連書籍
- 『ポケットモンスター 金&銀 ポケモン図鑑完成ガイド』 メディアファクトリー、2000年4月
- 『ポケットモンスター ルビー・サファイア 公式ぼうけんクリアガイド』 メディアファクトリー、2002年12月
- 『ポケットモンスター ルビー・サファイア 公式ポケモン図鑑完成ガイド』 メディアファクトリー、2003年1月
- 『ポケットモンスター ファイアレッド・リーフグリーン 公式完全クリアガイド』 メディアファクトリー、2004年3月
- 『ポケットモンスター ファイアレッド・リーフグリーン 公式ぜんこく図鑑』 メディアファクトリー、2004年5月
- 『ポケットモンスター エメラルド 公式完全クリアガイド』 メディアファクトリー、2004年10月
- 『ポケットモンスター ダイヤモンド・パール 公式ぼうけんクリアガイド』 メディアファクトリー、2006年10月
- 『ポケットモンスター ダイヤモンド・パール 公式ぜんこく図鑑完成ガイド』 メディアファクトリー、2006年12月
- 『ポケットモンスター プラチナ 公式完全クリアガイド』 メディアファクトリー、2008年10月
- 『ポケットモンスター ハートゴールド・ソウルシルバー 公式完全クリアガイド ジョウト攻略+ジョウト図鑑編』 メディアファクトリー、2009年10月
- 『ポケットモンスター ハートゴールド・ソウルシルバー 公式完全クリアガイド カントー攻略+ぜんこく図鑑編』 メディアファクトリー、2009年10月
- 『ポケットモンスターブラック・ホワイト 公式完全ぼうけんクリアガイド』 メディアファクトリー、2010年11月
- 『ポケットモンスターブラック・ホワイト 公式イッシュ図鑑完成ガイド』 メディアファクトリー、2010年11月
- 『ポケットモンスターブラック・ホワイト 公式ポケモンぜんこく図鑑がよくわかる本』 メディアファクトリー、2011年11月
- 『ポケットモンスターブラック2・ホワイト2 公式ガイドブック 完全ストーリー攻略ガイド』 オーバーラップ、2012年7月[2]
- 『ポケットモンスターブラック2・ホワイト2 公式ガイドブック 完全ポケモン全国ずかん』 オーバーラップ、2012年8月
- 『ポケットモンスター X・Y 公式ガイドブック 完全ストーリー攻略ガイド』 オーバーラップ、2013年11月[3]
- 『ポケットモンスター X・Y 公式ガイドブック 完全カロス図鑑完成ガイド』 オーバーラップ、2013年12月
- 『ポケットモンスター オメガルビー・アルファサファイア 公式ガイドブック 完全ストーリー攻略ガイド』 オーバーラップ、2014年11月[4]
- 『ポケットモンスター オメガルビー・アルファサファイア 公式ガイドブック 完全ぜんこく図鑑完成ガイド』 オーバーラップ、2014年12月
- 『ポケットモンスター サン・ムーン 公式ガイドブック 上 完全ストーリー攻略』オーバーラップ、2016年12月
- 『ポケットモンスター サン・ムーン 公式ガイドブック 下 完全アローラ図鑑』オーバーラップ、2016年12月
- 『ポケットモンスター サン・ムーン 公式ガイドブック 上・下セット 完全ストーリー攻略+完全アローラ図鑑』オーバーラップ、2016年12月
- 『ポケットモンスター ウルトラサン・ウルトラムーン 公式ガイドブック 完全ストーリー攻略＋アローラ図鑑』オーバーラップ、2017年12月
- 『ポケットモンスター ウルトラサン・ウルトラムーン対応 公式ポケモンぜんこく図鑑 2018』オーバーラップ、2017年12月
- 『ポケットモンスター サン・ムーン・ウルトラサン・ウルトラムーン 設定資料集 Essential』収録『ポケットモンスター ウルトラサン・ウルトラムーン対応 公式ポケモンぜんこく図鑑 2018  特別版』 オーバーラップ、2017年12月
- 『ポケットモンスター Let's Go! ピカチュウ・Let's Go! イーブイ〝完全版″公式ガイドブック』オーバーラップ、2018年12月
- 『ポケットモンスター ソード・シールド 公式ガイドブック 完全ストーリー攻略+ガラル図鑑』オーバーラップ、2019年12月
- 『Pokémon LEGENDS アルセウス 公式ガイドブック【完全版】』オーバーラップ、2022年4月
- 『ポケットモンスター スカーレット・バイオレット 公式ガイドブック 完全ストーリー攻略』オーバーラップ、2022年12月
- 『ポケットモンスター スカーレット・バイオレット 公式ガイドブック パルデア図鑑完成ガイド』オーバーラップ、2023年2月
- 『ポケットモンスター スカーレット・バイオレット ゼロの秘宝 公式ガイドブック 完全ストーリー攻略』オーバーラップ、2024年3月
- 『ポケットモンスター スカーレット・バイオレット+ゼロの秘宝 ポケモン公式ビジュアル図鑑』オーバーラップ、2024年3月

#### ビデオゲーム「ポケットモンスター」スピンオフ作品関連書籍
- 『ポケモンピンボール ルビー&サファイア 公式201匹ゲットガイド』 メディアファクトリー、2003年8月
- 『ポケモンコロシアム 公式完全クリアガイド』 メディアファクトリー、2003年12月
- 『ポケモンXD 闇の旋風ダーク・ルギア 公式完全クリアガイド』 メディアファクトリー、2005年9月
- 『ポケモントローゼ 公式完全クリアガイド』 メディアファクトリー、2005年11月
- 『ポケモン不思議のダンジョン 青の救助隊・赤の救助隊 公式完全クリアガイド』 メディアファクトリー、2005年12月
- 『ポケモンレンジャー 公式完全クリアガイド』 メディアファクトリー、2006年4月
- 『ポケモン不思議のダンジョン 時の探検隊・闇の探検隊 公式完全クリアガイド』 メディアファクトリー、2007年11月
- 『ポケモンレンジャー バトナージ 公式完全クリアガイド』 メディアファクトリー、2008年3月
- 『みんなのポケモン牧場 公式遊びかたガイド』 メディアファクトリー、2008年6月
- 『乱戦ポケモンスクランブル 公式完全クリアガイド』 メディアファクトリー、2009年7月
- 『ポケモンレンジャー 光の軌跡 公式完全クリアガイド』 メディアファクトリー、 2010年3月
- 『スーパーポケモンスクランブル 公式完全クリアガイド』 メディアファクトリー、2011年8月

#### TCG「ポケモンカードゲーム」関連書籍
- 『めざせ! ポケモンカードマスター! ポケットモンスターカードゲーム 日本一決定戦リザードンメガバトル 公式ドキュメントブック』 メディアファクトリー、1998年10月
- 『ポケモンカードGB オフィシャルガイドブック』 メディアファクトリー、1999年1月
- 『ポケモンカード オフィシャルガイドブック2000』 メディアファクトリー、2000年2月
- 『ポケモンカードGB2 GR団参上! オフィシャルガイドブック』 メディアファクトリー、2001年5月
- 『ポケモンカードe 公式トレーナーズカイド』 メディアファクトリー、2002年1月
- 『ポケモンカードゲーム 公式ガイド2003』 メディアファクトリー、2003年2月
- 『ポケモンカードゲーム 公式ガイド2004』 メディアファクトリー、2004年2月
- 『ポケモンカードゲーム 公式ガイド2005』 メディアファクトリー、2005年1月
- 『ポケモンカードゲーム イラストコレクション』オーバーラップ、2014年、クリエイターインタビューページを担当
- 『ポケモンカードゲーム アートコレクション』オーバーラップ、2016年、株式会社クリーチャーズと共同編集

#### TCG「ポケモンカードゲーム」関連雑誌
- 『ポケモンカード公式マガジン ポケモンカードファンクラブ』Vol.1 - Vol.6 メディアファクトリー、1996年7月 - 1998年5月、編集長
- 『ポケモンカード公式マガジン ポケモンカードトレーナーズ』Vol.1 - Vol.13 メディアファクトリー、1999年5月 - 2001年1月、編集長
- 『ポケモンカードゲーム プレイヤーズニュース』株式会社ポケモン、 2005年 - 2007年

#### CDブックレット編集・執筆
- 『GBAポケモン ルビー&サファイア ミュージック・スーパーコンプリート』 ピカチュウレコード、2003年
- 『GBA ポケモン ファイアレッド&リーフグリーン ミュージック・スーパーコンプリート』 ピカチュウレコード、2004年
- 『ニンテンドーDS ポケモン ダイヤモンド&パール スーパーミュージックコレクション』 ピカチュウレコード、2006年
- 『ニンテンドーDS ポケモン ハートゴールド&ソウルシルバー ミュージック・スーパーコンプリート』 ピカチュウレコード、2009年
- 『ニンテンドーDS ポケモンブラック2・ホワイト2 スーパーミュージックコンプリート』  株式会社ポケモン、2012年
- 『ニンテンドー3DS ポケモン X・Y スーパーミュージックコレクション』 株式会社ポケモン、2013年
- 『ニンテンドー3DS ポケモン オメガルビー・アルファサファイア スーパーミュージックコンプリート』 株式会社ポケモン、2014年
- 『ポケモン 赤・緑 スーパーミュージックコンプリート』株式会社ポケモン、2016年8月
- 『ポケモン サン・ムーン スーパーミュージックコンプリート』株式会社ポケモン、2016年12月
- 『Nintendo Switch ポケモン Let'Goピカチュウ・let's Goイーブイ スーパーミュージックコンプリート』 株式会社ポケモン、2018年12月

#### アートワーク
すべて非売品の購入特典。
- 『ポケットモンスター X・Y ワールドアートブック』 株式会社ポケモンセンター、2013年10月
- 『ポケモン オメガルビー・アルファサファイア ニュー・ホウエンアートブック』 株式会社ポケモンセンター、2014年11月
- 『ポケットモンスター 赤・緑・青・ピカチュウ』の思い出が蘇る！ ポケモンの鳴き声が聴けるアートブック』 株式会社ポケモンセンター、2016年2月
- 『ポケットモンスター サン・ムーン アローラアートブック』 株式会社ポケモンセンター、2016年11月
- 『ポケットモンスター ウルトラサン・ウルトラムーン Alola Art Book』 株式会社ポケモンセンター、2017年11月
- 『ポケットモンスター ソード・シールド Galar Art Book』 株式会社ポケモンセンター、2019年11月

#### その他の「ポケットモンスター」関連商品
- 書籍『ポケモンカードゲーム イラストコレクション』 オーバーラップ、2014年10月、クリエイターインタビュー記事
- 雑誌『ポケモンLIFE』小学館、2015年7月、企画立案・特集
- 書籍『ポケモンカードゲーム アートコレクション』 オーバーラップ、2016年9月、企画、校正、執筆（株式会社クリーチャーズと共同編集）

### ゲーム関連書籍
- 『スーパーマリオ64 完全クリアガイド』 メディアファクトリー、1996年12月
- 『クォヴァディス2 惑星強襲オヴァン・レイ 公式ガイドブック』 メディアファクトリー、1997年4月
- 『カスタムロボV2 完全クリアガイド』 メディアファクトリー、2000年12月
- 『ぞくぞくヒーローズ 絶対クリアガイド』 メディアファクトリー、2000年8月
- 『ぞくぞくヒーローズ キャラクターブック』 小学館、2000年11月
- 『カルドセプト セカンド エキスパンション オフィシャルガイド』 アスペクト、2002年9月
- 『任天堂公式ガイドブック どーもくんの不思議てれび』 小学館、2002年4月
- 『任天堂公式ガイドブック 伝説のスタフィー』 小学館、2002年9月
- 『任天堂公式ガイドブック どうぶつの森e+』 小学館、2003年7月
- 『任天堂公式ガイドブック 伝説のスタフィー2』 小学館、2003年10月
- 『任天堂公式ガイドブック 伝説のスタフィー3』 小学館、2004年9月
- 『任天堂公式ガイドブック マリオテニスGC』 小学館、2004年12月
- 『任天堂公式ガイドブック ドンキーコングジャングルビート』 小学館、2005年2月
- 『任天堂公式ガイドブック 役満DS』 小学館、2005年4月
- 『任天堂公式ガイドブック ファイアーエムブレム 蒼炎の軌跡』 小学館、2005年6月
- 『任天堂公式ガイドブック 伝説のスタフィー4』 小学館、2006年6月
- 『任天堂公式ガイドブック ウィッシュルーム 天使の記憶』 小学館、2007年3月
- 『任天堂公式ガイドブック パネルでポンDS』 小学館、2007年6月
- 『任天堂公式ガイドブック ラストウィンドウ 真夜中の約束』 小学館、2010年2月
- 『ダンボール戦機W 究極攻略ガイド』 小学館、2013年1月
- 『任天堂公認ムック とびだせ どうぶつの森FB(ファンブック)』 小学館、2013年6月、特集記事

### CDブックレット編集
- 『ゼルダの伝説〜時のオカリナ ハイラル・シンフォニー』 メディアファクトリー、1999年
- 『F-ZERO X ギター・アレンジ・エディション』 メディアファクトリー、1999年
- 『R4 -RIDGE RACER TYPE 4- DIRECT AUDIO』 メディアファクトリー、1999年
- 『リモートコントロールダンディ』 メディアファクトリー、1999年
- 『リッジレーサー5 オフィシャルブートレッグ with DVD』 メディアファクトリー、 2000年
- 『鉄拳タッグトーナメント ダイレクト・オーディオ』 メディアファクトリー、2000年
- 『テイルズ オブ エターニア リマスター・オーディオ』 メディアファクトリー、2001年

### 雑誌連載
- 寿限夢「元宮秀介のプレイステーション・ビート」 リクルート、1995年 - 、月間連載
- じゅげむ「元宮秀介のメディアウォッチ」 メディアファクトリー、1998年 - 、月間連載
- じゅげむ「じゅげむの一本」 メディアファクトリー、1998年 - 、月間連載
- 日経PC21「元宮秀介のネットは三文の得」 日経BP社、2002年 - 、月間連載
- 日経PC21「元宮秀介の名作フリーソフトを訪ねて」 日経BP社、2006年 - 、月間連載
- 女性セブン 書評 小学館、2013年 - 、不定期連載

### ウェブ連載
- GAME Watch 「気になるe-toy 遊んでレポート」 インプレス、2001年 - 2008年、週間連載
- ジーパラドットコム「元宮秀介のデジタル快楽堂」 ジーパラドットコム、2000年 - 、週間連載
- 日経トレンディネット「元宮秀介のオトナこそわかる珠玉のゲーム」 日経BP社、2007年、隔週連載
- ジーパラドットコム「元宮秀介のこれぐらいは知っとけ」 ジーパラドットコム、2006年 - 、週間連載
- 女性セブン 書評 小学館、 2013年 - 、不定期連載
- 任天堂ホームページ「ついに蘇る！『ポケットモンスター 赤・緑・青・ピカチュウ』 名場面や名勝負から大冒険をふり返ろう！」任天堂、2016年、全6回
- 任天堂ホームページ「解説！バトルおじさん ポケモンバトル講座」任天堂、2016年、全6回
- 任天堂ホームページ「ついに蘇る！『ポケットモンスター 赤・緑・青・ピカチュウ』 名場面や名勝負から大冒険をふり返ろう！」任天堂、2017年、全7回
- 任天堂ホームページ「あざやかに復活した『ポケットモンスター 金・銀』！ 数々の名場面や今だからこそ語れる話が満載！ 時を経ても新鮮な「面白さ」の本質に迫る！」任天堂、2017年、全7回
- クリーチャーズホームページ「第2回 ポケモンカードゲームイラストグランプリ インタビュー」クリーチャーズ、2019 - 2020年、全3回

### その他の仕事
- 書籍『新世代ゲームビジネス』 日経BP社、1995年、平林久和、成沢大輔、高橋健二と共著
- 書籍『ゲームの大學』 平林久和/赤尾晃一 共著 メディアファクトリー、1996年3月、書籍版の編集を担当
- ムック『TV_GAME@1997』 日経ホーム出版、1997年1月、テレビゲーム・ミュージアム・プロジェクト名義で企画・編集
- 書籍『ゲームを変えた男 飯野賢治 E0事件の真相』 メディアファクトリー、1997年12月、中田宏之、志田英邦と共著
- ムック『デジタルクリエイターへの道’98』 朝日新聞社、1998年、共著
- パンフレット『BIT GENERATION 2000 テレビゲーム展』 テレビゲーム・ミュージアム・プロジェクト、2000年、家庭用ゲーム機の解説
- 書籍『Windows XP 電車の中で毎日30分 2週間でマスターできる!!』 メディアファクトリー、2001年6月